# Bernardo Pinto de Almeida
Bernardo [Alberto Frey] Pinto de Almeida (Peso da Régua, 1954) é poeta e ensaísta com obra publicada em Portugal e no estrangeiro. Desde 1974 desenvolveu actividade poética, teórica, historiográfica e crítica. É investigador e professor catedrático de História e Teoria da Arte.
A partir de uma relação próxima com alguns dos principais artistas portugueses da segunda metade do século XX, elaborou aproximações críticas às respectivas obras em cumplicidade de criação, diferenciando assim o seu de outros discursos críticos.

## Biografia
Nasceu a 9 de Janeiro de 1954 no Peso da Régua. Entre 1972-75 fez o Curso Superior de Cinema do Conservatório Nacional de Lisboa, e depois o de História na FLUP (1975-1979).
Viajou desde cedo, escreveu livros de poesia e ensaio. É pai de três filhos (Emília, Pedro e Mariana).

### Percurso académico
Em 1982 entrou como Assistente-estagiário na Universidade do Minho, Braga, onde permaneceu até 1997 e realizou, em 1993, Provas de Doutoramento em História da Arte e da Cultura com a tese “Espaço da Representação e Lugar do Espectador” (orientação dos Professores Remo Guidieri (Sorbonne) e Artur Nobre de Gusmão (UNL)). Colaborou em vários cursos, nomeadamente com o Professor V. Aguiar e Silva. Representou a UM na Comissão instaladora do Curso de Arquitectura em Guimarães, em colaboração com a FAUP. 
Em 1997 foi convidado a coordenar o Grupo (e futuro Departamento) de Ciências da Arte da Faculdade de Belas Artes da UP. Ali criou o primeiro Curso de Mestrado e integrou as Comissões Científicas de Doutoramento e Mestrados em Artes. Realizou provas para Professor Associado (1998) e Agregação (2004) sendo, desde então, Professor Catedrático em História e Teoria da Arte.
Lecionou no curso de doutoramento do Instituto de Estetica da Universidad Complutense (Madrid).
Conferencista do Museu Thyssen-Bornemisza (Madrid).
Professor Catedrático Jubilado, proferiu a sua Última Lição, sob o tema "João Queiroz - A substância da paisagem" na Aula Magna da Faculdade de Belas-Artes da Universidade do Porto em abril de 2025.

### Actividade cultural
De 1973-75 colaborou em diversas publicações — o Jornal &ETC,  O Cinéfilo, O Século — com textos sobre cinema e banda desenhada. Em 1975, foi fundador, com João Botelho e Manuela Viegas, da Revista M/CINEMA (ed. A Regra do Jogo) de que saíram quatro números e, em 1978, integrou a revista de poesia Arco Íris (ed. A Regra do Jogo). Após 1980 retomou colaboração na imprensa — Jornal de Notícias, Notícias da Tarde e semanário Expresso, onde criou o Cartaz das Artes a convite de Vicente Jorge Silva e Augusto M. Seabra  e no Jornal de Letras.  
A partir de 1982, desenvolveu intensa actividade crítica, de arte e literatura, na imprensa generalista e em revistas especializadas (Colóquio/Artes, Colóquio/Letras, Prelo, Arte Ibérica, Artes e Leilões, Os Meus Livros, A Ideia, Brotéria, Sur, Tabacaria (Casa Fernando pessoa), Lápiz (de que foi editor-correspondente em Portugal, entre 1989 e 2001). Escreveu ainda em outras publicações internacionais: Flash Art (Itália), Contemporanea (N.Y.), Art Press (Paris), Art Forum, Arte Y Parte (Madrid) , Exit, London Magazine, entre outras. 
Fez diversas traduções em que se destacam Cinema e Ideologia de Jean Louis Commoli (M/Cinema), A Sociedade Contra o Estado, de Pierre Clastres (Afrontamento, Porto) e, mais recentemente, Prufrock e Outras Observações de T. S. Eliot (Vasco Santos Edições). 
Em 2025, recebe em cerimónia pública a Medalha Municipal de Mérito pela Câmara Municipal do Porto. 

### Actividade institucional e curatorial
Desenvolve actividade como crítico, historiador e curador desde que organizou, em 1984, a primeira exposição “Os Novos Primitivos - Os Grandes Plásticos” na Cooperativa Árvore, Porto, e publicou os livros “Ângelo de Sousa”, IN/CM, Lisboa, 1985 e “Breve Introdução à História da Arte Portuguesa no Século XX” (ed. do Autor, bilingue, Porto, 1985) que foi distribuído, a convite de J. A. França, aos congressistas do Colóquio Internacional da AICA, realizado em Lisboa em 1986 na Fundação Calouste Gulbenkian.
Desde então organizou, como curador independente, cerca de uma centena de exposições.
Em 1986 foi curador convidado na 3º Bienal Internacional de Pontevedra, reunindo uma mostra de Arte Portuguesa Contemporânea.
Dirigiu, de 2006 a 2009, a Colecção Caminhos da Arte Portuguesa no Século XX (Editorial Caminho, Lisboa) de que se publicaram 40 volumes.
Integrou a Comissão de Compras da Fundação de Serralves (1988-1995).
Em 1994, convidado por  Antonio Franco Dominguez, integrou o patronato do MEIAC (Museo Extremeño Ibero-Americano de Arte Contemporáneo, Badajoz, Espanha), cuja Colecção de Arte Portuguesa organizou.
Entre 1995-2001 foi Director Artístico da Fundação Cupertino de Miranda (V. N. de Famalicão) onde criou o Centro de Estudos do Surrealismo (hoje Centro Português do Surrealismo), a revista Cadernos, que dirigiu, organizou a colecção Surrealista e realizou diversas exposições, até cessar funções em 2001.
Foi membro do Júri do Prémio Amadeo de Souza Cardoso em diversas edições, em representação da AICA (Fundação de Serralves, 1986 e, ao longo da década de 90 e início de 2000, no Museu de Amarante), do júri do Prémio Fundação C. Gulbenkian de História da Arte (2002). Integrou, durante as primeiras três edições, o Júri do Grande Prémio EDP de Artes Visuais.
Durante quatro edições, membro residente do Júri do Premio Union Fenosa (Coruña). 
De 2006 a 2010, integrou a Administração da Fundação Museu Berardo, em representação do Estado português. 
Dirige, desde 2017, a Galeria Júlio/Saul Dias da C.M. de Vila do Conde.
Realizou os documentários Da Pintura Antiga - Os Primitivos Portugueses (Produção RTP, 2011), Nadir, o Arquitecto (Museu de Chaves, 2018) e Na Floresta – Avelino Sá (produção Galeria Fernando Santos, 2022).
Proferiu várias centenas de conferências em Portugal, Espanha (por exemplo, a participação no Congreso Surrealismo, em 2013, e os Pop Study Days, em 2014, no Museo Thyssen) e França e prefaciou mais de duas centenas de catálogos de exposições em galerias e museus, em Portugal e no estrangeiro.
Publicou poesia e ensaio e sobre a obra escreveram Eduardo Lourenço, Fernando Guimarães, J.-A. França, Agustina Bessa-Luís, Manuel Villaverde Cabral, José Gil, Eduardo Prado Coelho, António Tabucchi, José Bragança de Miranda, Margarida Medeiros, Maria Teresa Cruz, Osvaldo Manuel Silvestre, Rosa Maria Martelo, Carlos Vidal, António Guerreiro, António Carlos Cortez, etc.
É membro do Corpo editorial e científico da revista de teoria estética Laocoonte (Madrid), SEYTA e do Conselho Científico da Revista ARTETEORIA (FBA-UL).
Desde 1983 integra a  secção portuguesa da AICA (Associação Internacional de Críticos de Arte).

## Obra poética
A sua poesia, cuja publicação se iniciou em 1981 mas se interrompeu (além de ocasionais presenças em revistas) entre 1982 e 2002, foi cedo marcada por intensa relação com as imagens.

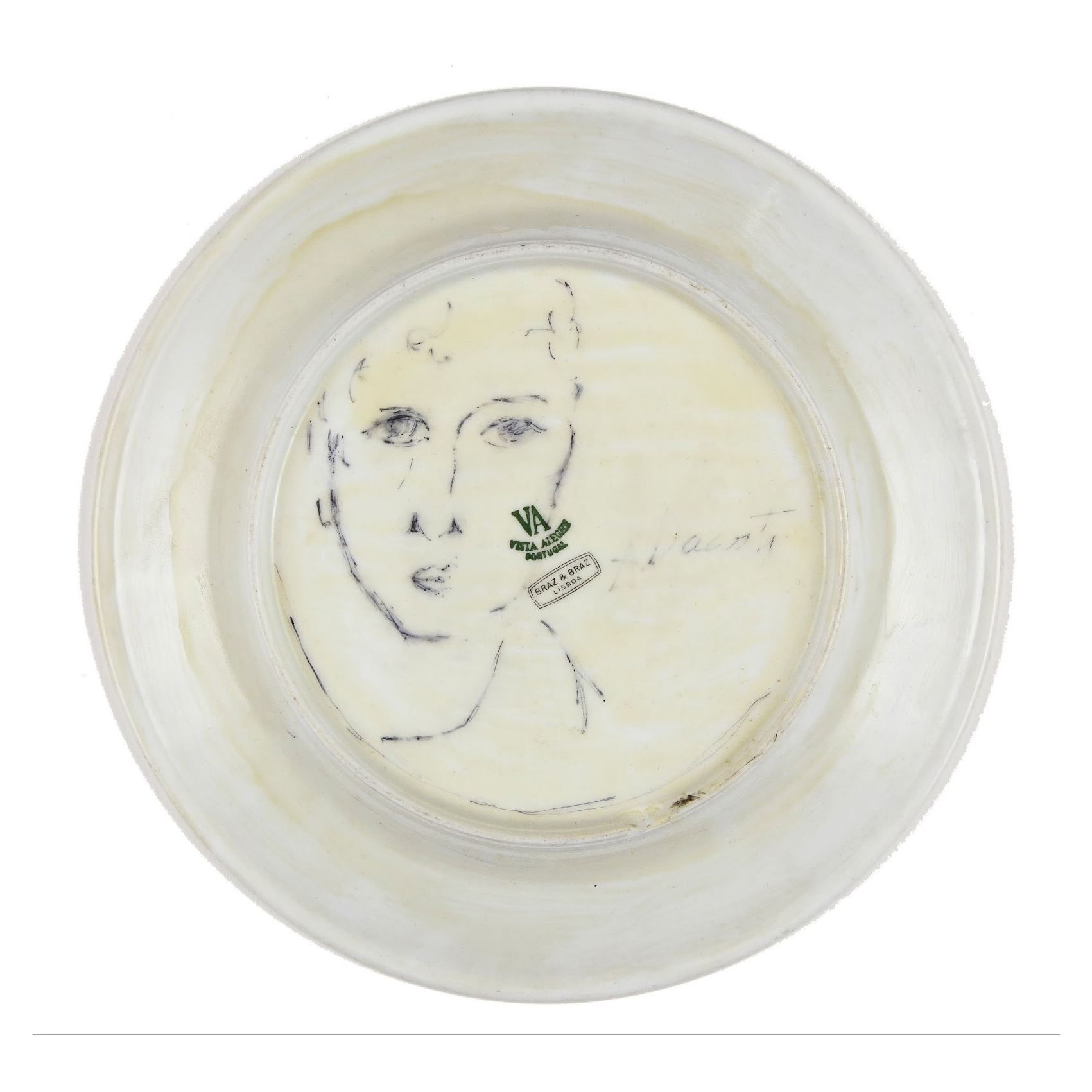
António Dacosta, Retrato de Bernardo Pinto de Almeida, 1988

Eduardo Lourenço: “Raros dos nossos poetas têm uma consciência tão aguda da “crise” de novo tipo como aquela que neste momento impregna a atmosfera de um tempo como o nosso e lhe confere um estatuto que ainda não tem nome.” [A Ciência das Sombras]
Eduardo Prado Coelho: “Bernardo Pinto de Almeida é um corredor de fundo, e algumas das melhores páginas deste livro resultam de poemas de grande extensão que se vão estruturando numa cadência de palavras e de obsessões que acabam por envolver o leitor de um modo irrecusável.” [Hotel Spleen]
Osvaldo M. Silvestre: “Há uma experiência do instante de que os poemas de Bernardo Pinto de Almeida falam, que é, num certo sentido, uma versão muito radical daquilo que nós podemos chamar “o moderno”. O moderno é a experiência do instante em qualquer contexto temporal, e nesse sentido, encontramos a experiência do instante em Homero, e nos autores da antiguidade, nos autores medievais, etc. E essa experiência é sempre uma experiência da modernidade, radical enquanto experiência do tempo que foge, é-o também nos poemas do autor, e aí nota-se aquele ascendente que, para ele, creio ser bastante importante, apesar dos seus poemas não serem filiados nesse aspecto, uma certa versão da experiência surrealista.”  [A Ciência das Sombras]
Rosa Maria Martelo: “Dizer que a poesia de Bernardo Pinto de Almeida produz a sugestão de ser varrida pelo vento, ou dizer que ela se abre à “voz do vento”, significa afirmar que se trata de uma poesia que fala sabendo-se falada. E que dizer e ser dito são as duas faces de uma mesma dicção poética que melhor seria descrever como um dizer-se a ser dito, o que pressupõe um vínculo fortíssimo entre expressão subjectiva e apresentação do mundo, entre identidade e alteridade, uma escrita de dupla rotação na qual o intimismo não pode nunca fechar-se sobre si próprio ou criar um universo autónomo no plano do desejo ou da ficcionalização. Por mais radical e extrema que seja a busca de interioridade desenvolvida pelo sujeito – e essa busca de facto existe, por vezes até à vertigem –, sempre ela permanecerá ameaçada pela intromissão do mundo, desde logo porque este parece surgir tanto mais verdadeiramente quanto mais funda e visceral é a experiência subjectiva que faz emergir “a voz do vento”, veículo de uma extensa e violenta rede de presenças." [in Revista Telhados de vidro]

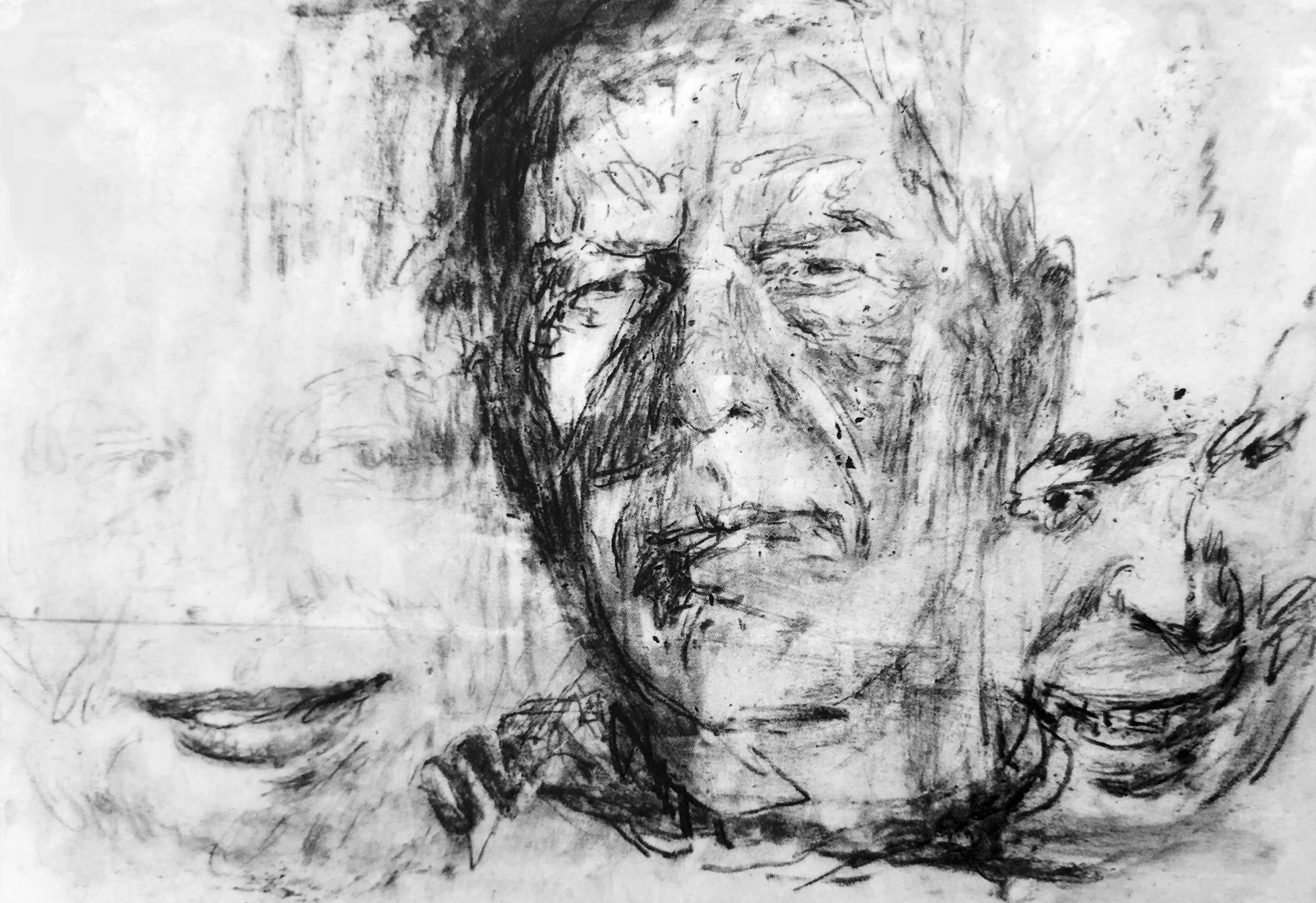
João Jacinto, Retrato de Bernardo Pinto de Almeida, 2022. Publicado no livro Sicília

Luís Quintais: "Poemas tão estreitos, afinal, como uma luz que recorta o espaço e que mais do que reclamar visibilidade, reclama e recorta a densa invisibilidade do mundo. Poemas que só podem tocar precariamente esse retábulo de objectos que se assemelham a criaturas que nos devolvem o olhar de um enigma excruciante. Talvez possamos arrancar os objectos da penumbra, mas apenas, no sentido em que tal gesto faz repor, a contrario, a opacidade de que se compõem, isto é, a sua alteridade radical. (...). As lágrimas das coisas, como as descreveu Virgílio (Eneida, I, 462), habitam esta Sicília, convocam a impermanência e o lamento a que a poesia responde, como se ela não fosse outra coisa senão um modo, também ele precário, de transfiguração dessa dura realidade do tempo que passa, do tempo que escurece o claro dia.
Uma imagem pode redimir o tempo e o desespero do tempo, essa possibilidade nunca é inteiramente descartada. Bernardo procura incessantemente essa imagem." [Sicília]
João Luís Barreto Guimarães: "Mas nunca é somente de lugares ou de rostos que os poemas falam, antes da densíssima memória cultural, histórica, geográfica, artística, literária de Bernardo Pinto de Almeida. São convocadas localidades (Nápoles, Catânia, Agrigento...), personagens históricas ou mitológicas (Mnemosine, Anaximandro, Ulisses...), pintores (Morandi, Fra Filippo Lippi, Caravaggio...), escritores (Dante, Dylan Thomas, tantos...) que informam os versos com a pertinência e a naturalidade de quem escolheu viver o tempo ideal (Kairós) no tempo actual (Kronos). 
Com densidade. Para Bernardo Pinto de Almeida, a memória e a história colectivas fazem parte da viagem que começou nos livros, na arte, no estudo ainda antes de a viagem ter começado, e com os quais, diante da geografia aludida, dialoga agora, homenageando personagens e lugares com inteligência e paixão. Com sentido crítico, sim, comentando os tempos actual e antigo, mas com uma indisfarçável paixão pela beleza da matéria poética, o erotismo, “as pequenas coisas/ em que a luz/ mal chega a caber”. Porque, na essência, todas aquelas referências permanecem vivas, presente e passado, moldando-se ainda mutuamente." [in Revista Ler, sobre Sicília]
António Carlos Cortez: "Bernardo Pinto de Almeida é, sem dúvida, um dos poetas mais importantes da poesia portuguesa atual. Crítico e ensaísta de enorme rigor e atento leitor da modernidade estética (os seus ensaios sobre arte são modelos de interdisciplinaridade, portas de entrada para o lermos também como autor de literatura), tem sabido, com discrição, cumprir um pessoalíssimo programa poético." [Sicília]
Prémio de Poesia do Centro Nacional de Cultura, 2003.
Poemas seus  foram  traduzidos em várias línguas: italiano, espanhol, francês, inglês, búlgaro e russo.

## Pensamento crítico
Do conjunto da obra ensaística pode retirar-se um sentido condutor que permite encará-la como a tentativa de esboçar uma arqueologia da Modernidade. 

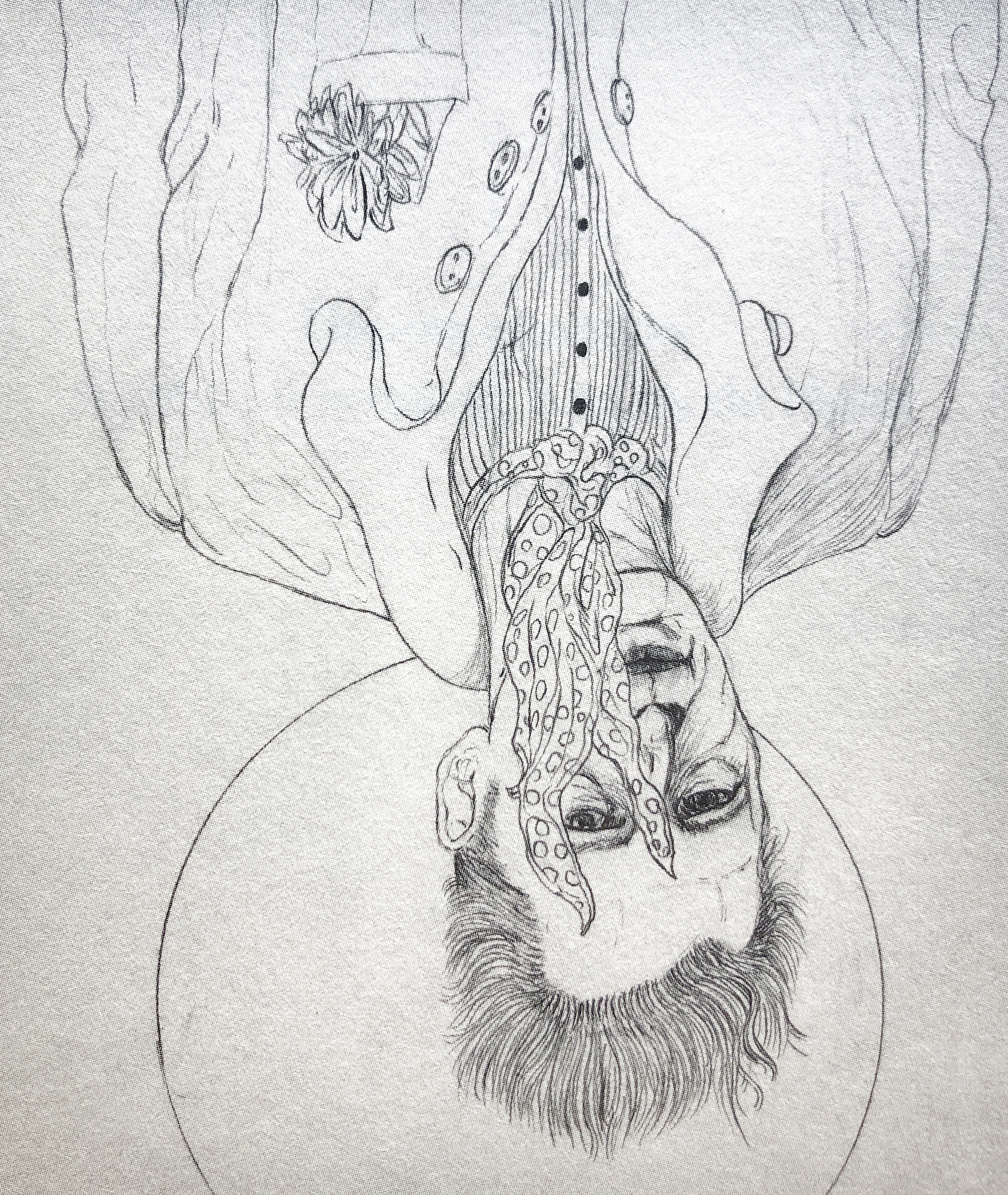
Rui Chafes, Retrato de Bernardo Pinto de Almeida. Gravura do livro A Noite (2006)

Para além de estudos sobre História da Arte Portuguesa no século XX, organizados num livro central de que fez sucessivas versões e de várias  monografias — Henrique Pousão, António Dacosta, Ângelo de Sousa, Alberto Carneiro, Helena Almeida, Mário Cesariny, Nikias Skapinakis, Paula Rego ou, mais recentemente, Miguel Branco e João Jacinto, além de reflexões sobre vários artistas internacionais — a maioria da obra, com carácter simultaneamente histórico, crítico e estético, foca  os elementos constitutivos do que se designa por Modernidade: o espaço e o lugar do espectador — “O Plano de Imagem” (1996) e “A Vontade de Representação” (2006); a passagem do conceito de corpo para o de carne — “Quatro Movimentos da Pele” (2004); ou, mais recentemente, as questões do tempo e a  passagem da representação à imagem — “Imagem da Fotografia” (1996) e “Arte e Infinitude - O Contemporâneo entre a Arkhé e o Tecnológico” ( 2018). 
Os ensaios têm sido objecto de atenção crítica, estando parte traduzida em Itália, Espanha e França.
Manuel Villaverde Cabral: “Há nesta reflexão original — que não se furta, antes pelo contrário, à controvérsia que está no cerne da história da arte contemporânea, a saber, o debate recorrente que nos acompanha desde o início do século XX — uma redefinição de termos. Trata-se de conceptualizar aquilo que designamos genericamente como “Modernismo” (...) O autor desta história crítica pretende, desde o começo do seu longo primeiro capítulo sobre o Modernismo, rebater a divisão convencional da história da arte portuguesa proposta outrora por José Augusto França.” [Prefácio a Arte Portuguesa no Século XX]
Antonio Tabucchi: “Este livro [...] parece constituir um pequeno desafio à nossa vontade de o classificar, que mais não seja por motivos práticos: onde colocá-lo na nossa biblioteca? Filosofia? Estética? Sociologia? Literatura? E porque não entre as enciclopédias, já que, pelo menos em boa parte, ele próprio segue um critério aparentemente classificativo, como as entradas de uma petite encyclopédie portable?” [prefácio a Imagem da Fotografia]

## Publicações
Poesia
- Escalas – ed. do autor, Porto, 1981
- e outros poemas – Quetzal, Lisboa, 2002
- Depois que tudo recebeu o nome de luz ou de noite – Asa, 2002
- Hotel Spleen – Quetzal, Lisboa, 2003
- Marin, &etc – Lisboa, 2003
- Segunda Pátria, &etc – Lisboa, 2005
- A Noite – Relógio d'Água, Lisboa, 2006
- Negócios em Ítaca – Relógio d'Água, Lisboa, 2012
- A Ciência das Sombras – (Poesia 1975-2006), Relógio d’Água, Lisboa, 2018
- Prufrock e outras observações – de T.S. Eliot (Versão portuguesa), V S Editor, Lisboa, 2019
- A estrada menos viajada – Sr. Teste, Lisboa, 2022
- Sicília – Relógio d'Água, Lisboa, 2022

Ensaio
- Ângelo de Sousa – IN/CM, Lisboa, 1985
- Uma breve história da Arte Portuguesa no Século XX – ed. do autor, bilingue, Porto, 1985
- Pintura Portuguesa no Século XX – Lello Editores, Porto, 1993 (2ª ed. 1996, 3ª 2003)
- Imagem da Fotografia – Assírio & Alvim, Lisboa, 1996
- O Plano de Imagem – Assírio & Alvim, Lisboa, 1996
- Henrique Pousão – Assírio & Alvim, 1999
- Transição - Cíclopes, Mutantes, Apocalípticos – Assírio e Alvim, Lisboa, 2003
- As imagens e as coisas – Campo das Letras, Porto, 2002
- O que a luz ao cair deixa nas coisas (Desenhos de Álvaro Siza) – Cooperativa Árvore, Porto, s/d
- Quatro Movimentos da Pele – Campo das Letras, Porto, 2004
- A Vontade de Representação – Campo das Letras, Porto, 2006
- Força de Imagem – O Surrealismo, Campo das Letras, Porto, 2006
- Nikias Skapinakis – Uma pintura desalinhada, Campo das Letras, Porto, 2006
- Alberto Carneiro – Lições de Coisas, Campo das Letras, Porto, 2008
- A Representação das Imagens (Noronha da Costa) – Afrontamento, Porto, 2012
- Immagine della Fotografia – Ed. italiana Jouvence, Roma, 2006. 2ª ed. Relógio D’Água (prefácio de António Tabucchi), Lisboa, 2014
- Arte Portuguesa no Século XX – Uma História Crítica, Coral Books, Porto, 2016
- Lógica da Percepção – Ângelo de Sousa, Bial, Porto, 2017
- Arte e Infinitude – O Contemporâneo entre a Arkhé e o Tecnológico, Relógio D’Água, Lisboa, 2018
- El Plano de la Imagen – Tecnos, Madrid, 2019
- Nikias Skapinakis – Paisagens, Documenta, Lisboa, 2020
- Art y Infinitud – Brumaria, Madrid, 2021
- Art et Infinitude – Mimesis, Paris, 2022
- Imagen de La Fotografia – Brumaria, Madrid, 2022
- Miguel Branco, Terra - ou os quarenta e nove degraus. (Com Emanuele Coccia). Edição Documenta, Lisboa, 2023.

Infanto-juvenil
- As Aventuras do Pato Raimundo – Assírio e Alvim, Lisboa, 2000
- O Natal do Pedro – Asa, Porto, 2002
- A Última Obra do Pintor – Quetzal, Lisboa

## Prémios
Prémio de Crítica de Arte AICA/Fundação Calouste Gulbenkian, 1983
Prémio de Poesia do Centro Nacional de Cultura, 2003

## Curadorias (selecção)
- Os Novos Primitivos - Os Grandes Plásticos (Cooperativa Árvore, Porto, 1984)
- Retrospectiva de Soares dos Reis (MNSR, 1987)
- Tradição e Modernidade (SNBA, Lisboa, 1987)
- Desenhos de Domingos António de Sequeira (MNSR, 1987)
- Um Olhar sobre a Arte Portuguesa Contemporânea (Fundação de Serralves, 1988)
- Há Um Minuto do Mundo que Passa (Fundação de Serralves, 1989)
- Euro-Arte (14 exposições simultâneas em Guimarães, 1990)
- Ângelo 1993 - Uma Antológica (primeira retrospectiva da obra de Ângelo de Sousa, na Fundação de Serralves, 1993)
- Colecção de Arte Portuguesa no MEIAC (Badajoz, 1994)
- Dennis Oppenheim (Fundação de Serralves, 1995)

Organizou ainda, nos anos seguintes, diversas exposições, temáticas e monográficas como 
- Cruzeiro Seixas - Primeira Retrospectiva (Fundação Cupertino de Miranda, V. N. Famalicão, 1999)
- António Dacosta - O Trabalho das Nossas Mãos (Fundação Cupertino de Miranda, 1999)
- Exposição Antológica Nikias Skapinakis por ocasião do Prémio Casino da Póvoa 2006
- Exposição Antológica Alberto Carneiro por ocasião do Prémio Casino da Póvoa 2007 (Cooperativa Árvore, Porto)
- Escultura Portuguesa Contemporânea (Museu Berardo, 2007)
- Domingues Alvarez - O Modernismo no Porto - I (Fundação Cupertino de Miranda, Porto, 2015)
- Nadir Afonso - O Modernismo no Porto II (Fundação Cupertino de Miranda, Porto, 2015)
- Júlio Resende - O Modernismo no Porto III (Fundação Cupertino de Miranda, Porto, 2015)
- Isto [não] é um Ecrã - Noronha da Costa (Antológica da obra de Noronha da Costa na Fundação Medeiros e Almeida)
- Miguel Branco - Deserto, (Museu da Cidade, Lisboa, 2017)
- duas Retrospectivas de Nadir Afonso (respectivamente Museu de Chaves (2016) e Museu Municipal de Sintra (2019)
- cerca de uma dezena de mostras em torno da obra de Júlio (Centro Júlio/Saul Dias)
- Velocidade de Cruzeiro (Antológica de Cruzeiro Seixas, Centenário do nascimento, Biblioteca Nacional, Lisboa, 2021)
- Terra - ou os quarenta e nove degraus, Miguel Branco (Fundação Carmona e Costa, Lisboa, 2023)
- Volumi, Danilo Bucchi (Gaburro Gallery, Milão, 2023)
- O voo da águia: António Carneiro e a Literatura (Ateliê António Carneiro, Porto, 2025)

## Prefaciou (selecção)
Prefaciou catálogos de  inúmeros artistas nacionais e internacionais.
Entre estes últimos destaca: Alan Davie, Alberto Giacometti, Alex Katz, Anthony Caro, Antonio Seguí, Antoni Tapiès, António Saura, Anton Lamazares, Bosco Sodí, Bruno Cecobelli, Carmen Calvo, Daniel Senise, Danilo Bucchi, Dennis Oppenheim, Eduardo Arroyo, Francisco Leiro, Hervé di Rosa, Jaume Plensa, Jorge Galindo , Julian Schnabel, Joseph Beuys, Luis Gordillo, Manolo Paz, Manolo Valdès, Miquel Barceló, Pierre Alechinski, Pierre Gonnord, Piero Pizzi Cannella, Sean Scully, Tony Cragg, Tony Tassett, Wolf Vostell